# Bailliage d'Aarberg
1376–1798
Entités précédentes :
- Seigneurie d'Aarberg
- Seigneurie de Kallnach (1521/1522)

Entités suivantes :
- District d'Aarberg

Le bailliage d'Aarberg est un bailliage bernois qui a existé de 1376 à 1798. Il succède à la seigneurie d'Aarberg.

## Histoire

Carte des bailliages bernois au XVIIIe siècle.

La seigneurie d'Aarberg appartient aux Neuchâtel et est gagée à Berne en 1358 qui y installe un bailli. À l'extinction des Neuchâtel en 1375, Berne achète définitivement la seigneurie.
Dès 1365, le bailli d'Aarberg se voit confier les basse-justices de Rapperswil, Seedorf, Baggwil, Lobsigen et Büetigen. Dès 1528, ces basse-justices passent au nouveau bailliage de Frienisberg.
Lors de la suppression du bailliage d'Oltigen en 1483, la basse-justice de Radelfingen et Grossaffoltern reviennent au bailliage d'Aarberg. Ces deux lieux dépendent toujours de la juridiction de Zollikofen pour la haute-justice.
Berne achète la seigneurie de Kallnach en 1521-1522 et l'ajoute au bailliage.
En termes de revenu, le bailliage d'Aarberg était un bailliage de 3e classe sur 4.

## Seigneurs et baillis

### Seigneurs
- Ulrich III de Neuchâtel ;
- Ulrich IV de Neuchâtel-Aarberg ;
- Guillaume de Neuchâtel-Aarberg ;
- 1323-1367 : Pierre de Neuchâtel-Aarberg ;
- 1367-1375 : Rodolphe de Neuchâtel-Nidau.

### Baillis
- 1358-1360 : Pierre de Seedorf ;
- 1360-1362 : Pierre de Balm ;
- 1362-1365 : Pierre de Krauchtal ;
- 1365-1367 : Ulrich de Bubenberg ;